# 서울 구 경기고등학교
서울 구 경기고등학교(서울 舊 京畿高等學校)는 서울특별시 종로구에 있는 옛 경기고등학교의 건물로 현재 정독도서관으로 사용되고 있다. 2002년 2월 28일 대한민국의 국가등록문화재 제2호 화동 구 경기고교로 지정되었으나, 2013년 10월 30일 서울 구 경기고등학교로 문화재 명칭이 변경되었다.

## 개요
1938년 당시 학교건물로서는 철근콘크리트, 벽돌벽구조, 스팀난방시설을 갖춘 최고급 건축물로 가치가 있으며, 신학제로 설립된 학교의 역사와 인재양성의 산실로 명성이 높다. 현재 내부벽구조는 변화가 있으나 보존 상태가 좋다.

## 역사
본래 갑신정변의 주역이었던 김옥균과 서재필 등의 집터였다. 1899년에 칙령 제11호에 의해 신학제가 공포되었고 이에 따라 1900년에 관립중학교가 설립되어 조선 정부에 몰수된 개화파 관료들의 집터에 개교하였다. 이후 교명이 관립한성고등학교(1906년), 경성고등보통학교(1911년), 경성제일고등보통학교(1921년), 경성제일공립고등보통학교(1922년), 경기공립중학교(1938년)로 변경되었다. 해방 이후 1951년에 경기중·고등학교로 분리되었다가, 1971년에 중학교는 폐쇄되었다. 한국 전쟁시 미군 통신부대로 사용되다가 1956년에 반환되었다. 1976년에 경기고등학교가 강남구 삼성동으로 이전하면서 1977년부터 정독도서관으로 사용되고 있다.

## 특징
현재 사료관동은 1927년에 건립되었고, 도서관과 휴게실동은 1938년에 건립되었다. 건축 당시 철근 콘크리트와 벽돌벽 구조, 스팀 난방시설을 갖춘 최신식 학교 건물이었다. 철근 콘크리트 3층 건물로 좌우대칭의 구성을 취하고 있으며, 중앙에 포치가 돌출되고 상부를 높이 쌓았다. 창호 역시 좁고 긴 형태를 반복적으로 사용하였다.

## 갤러리

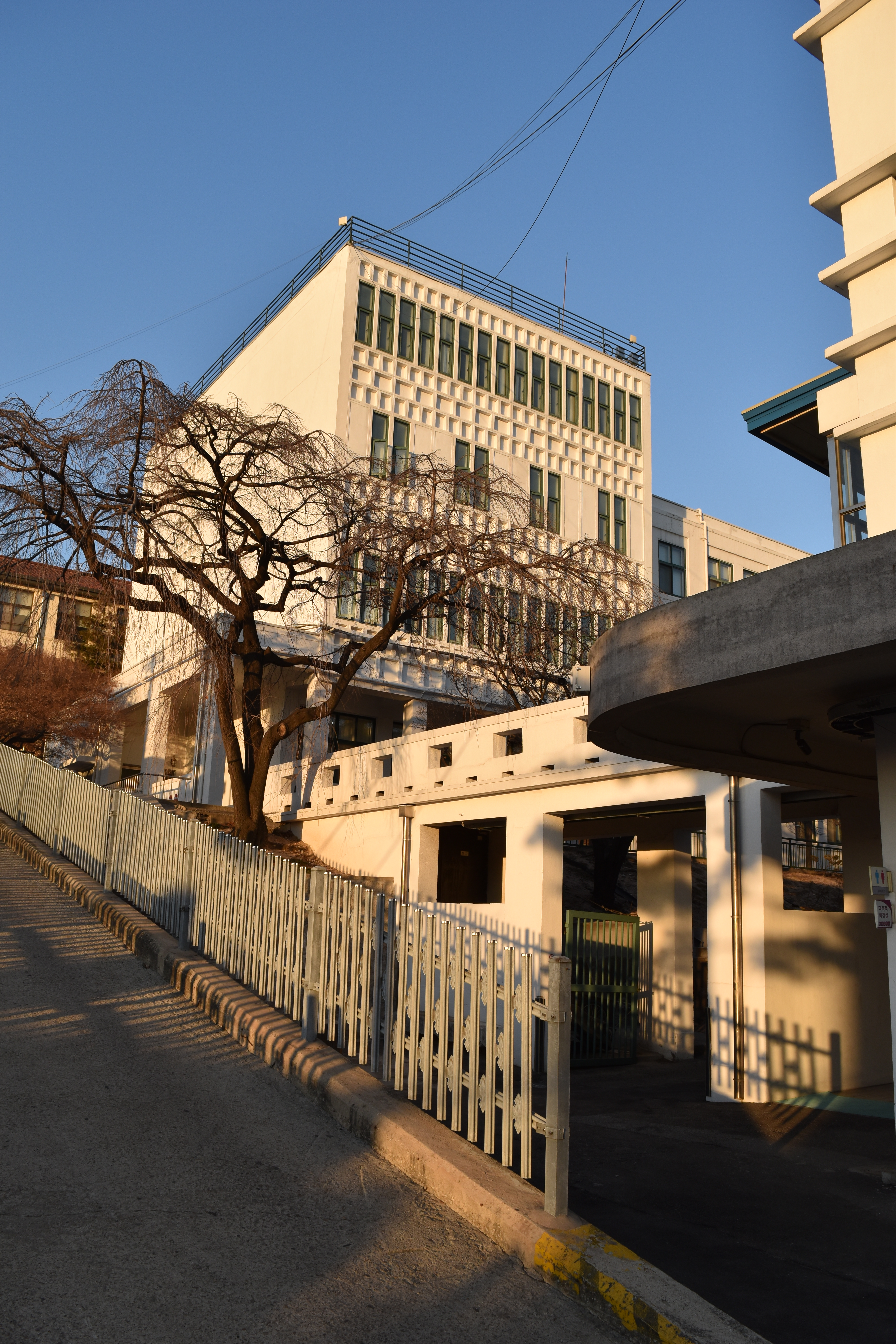
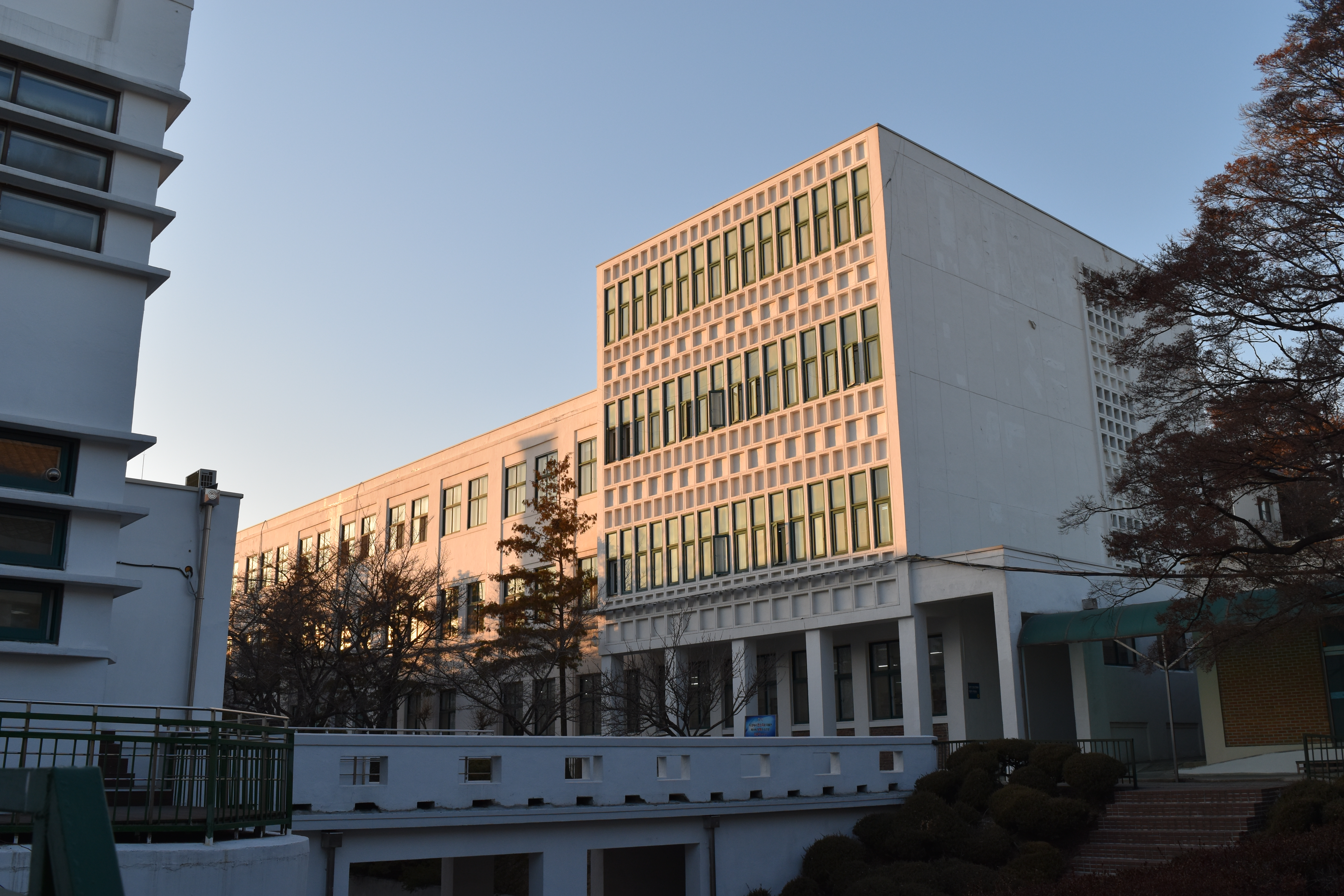
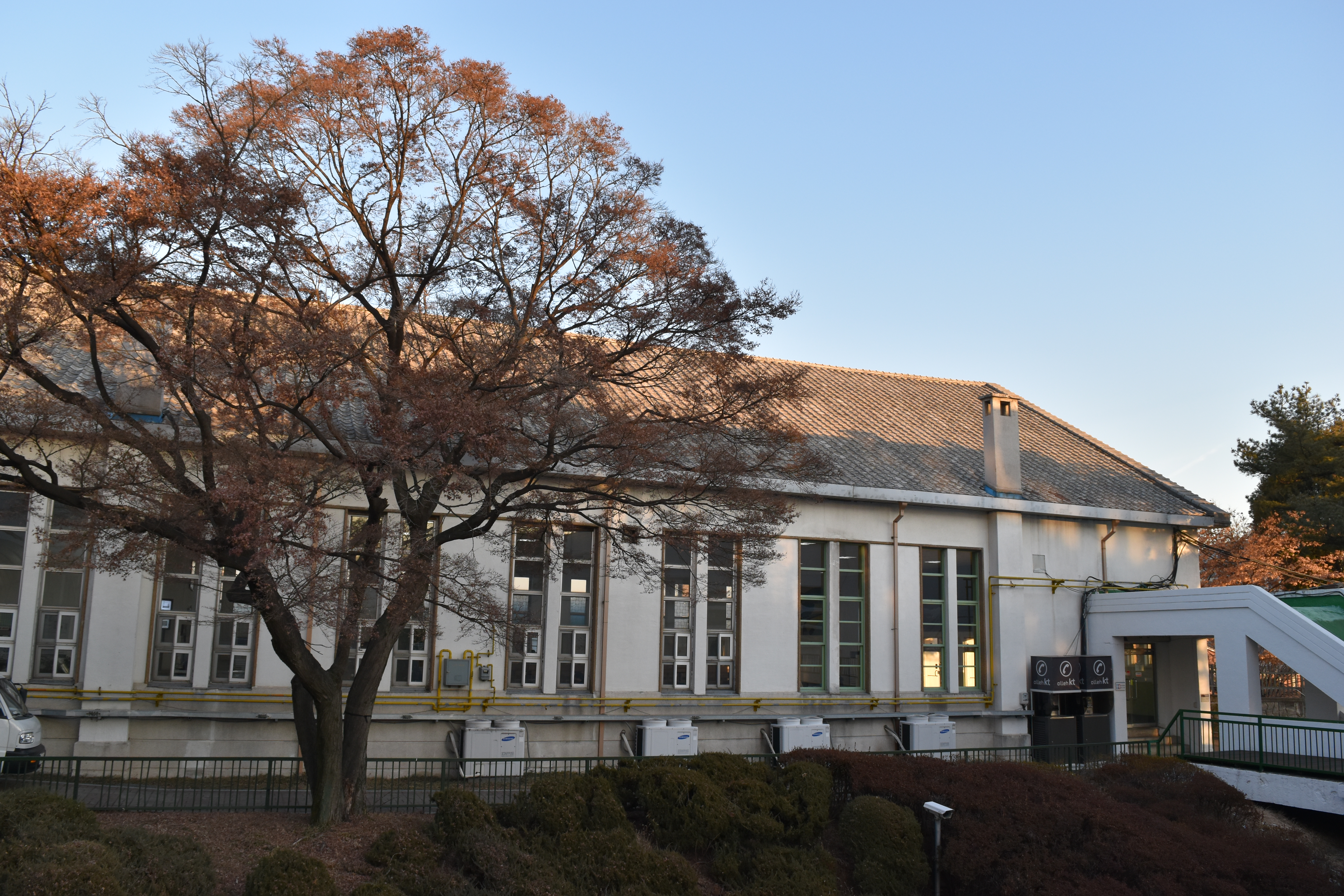
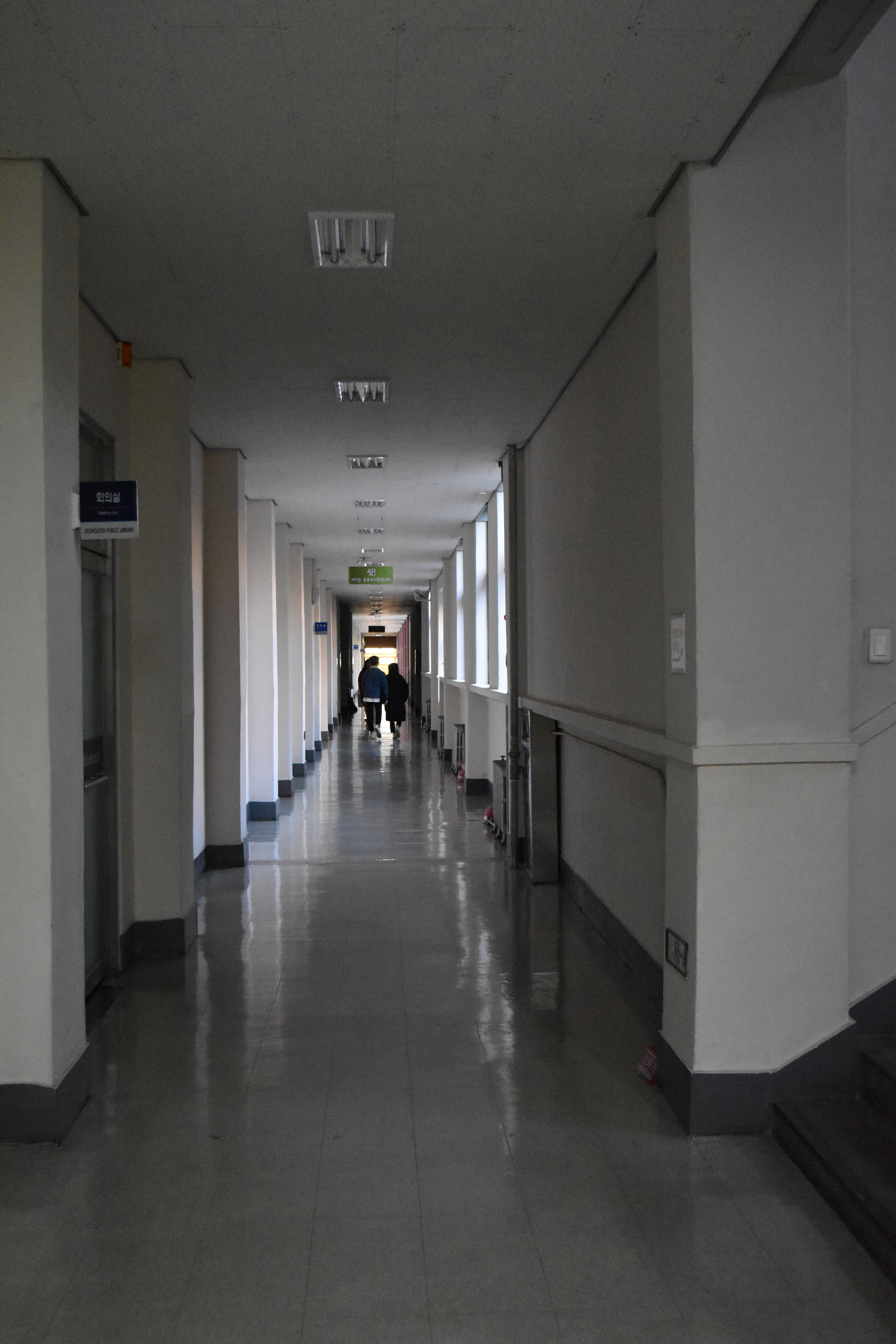
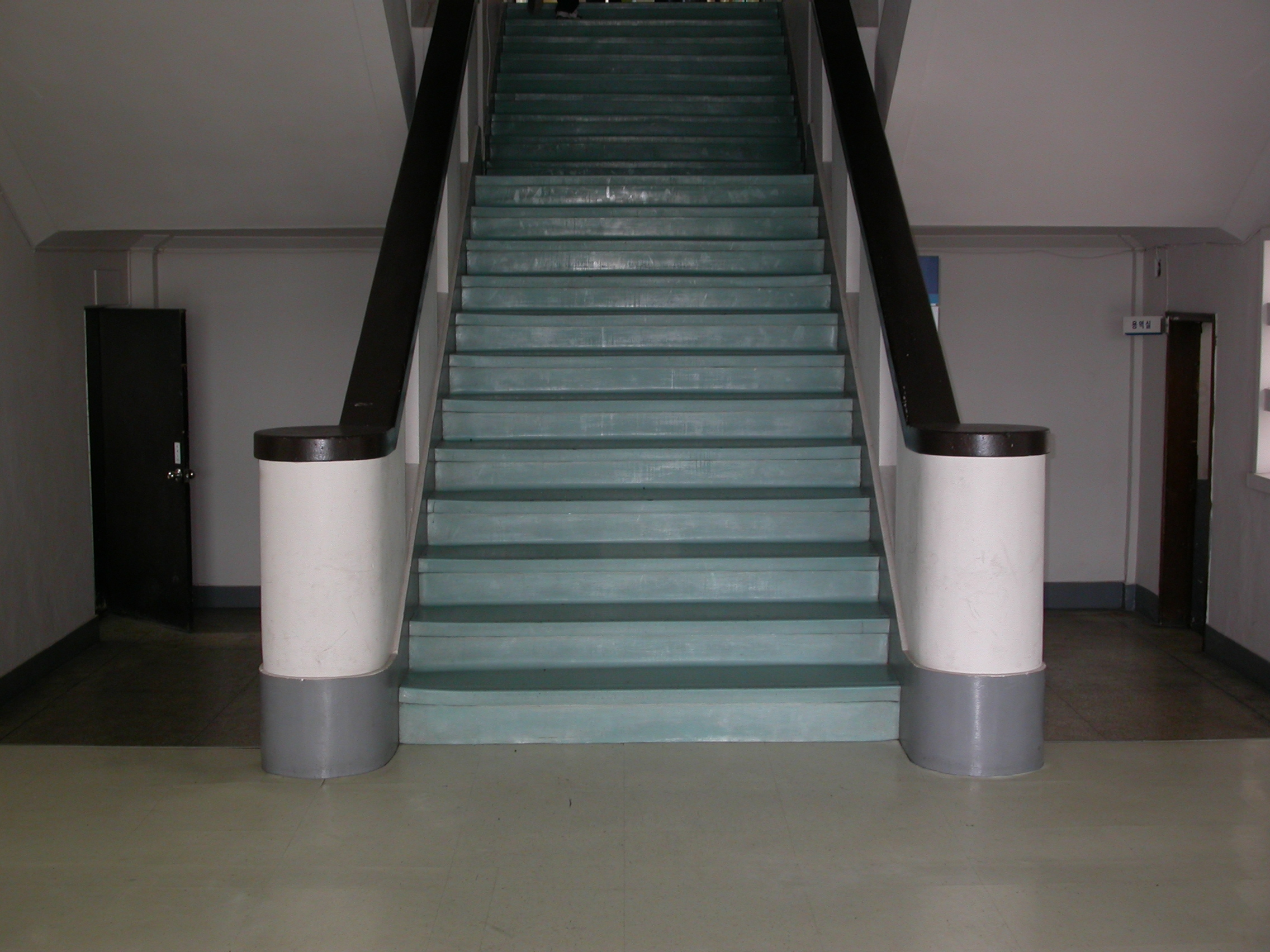
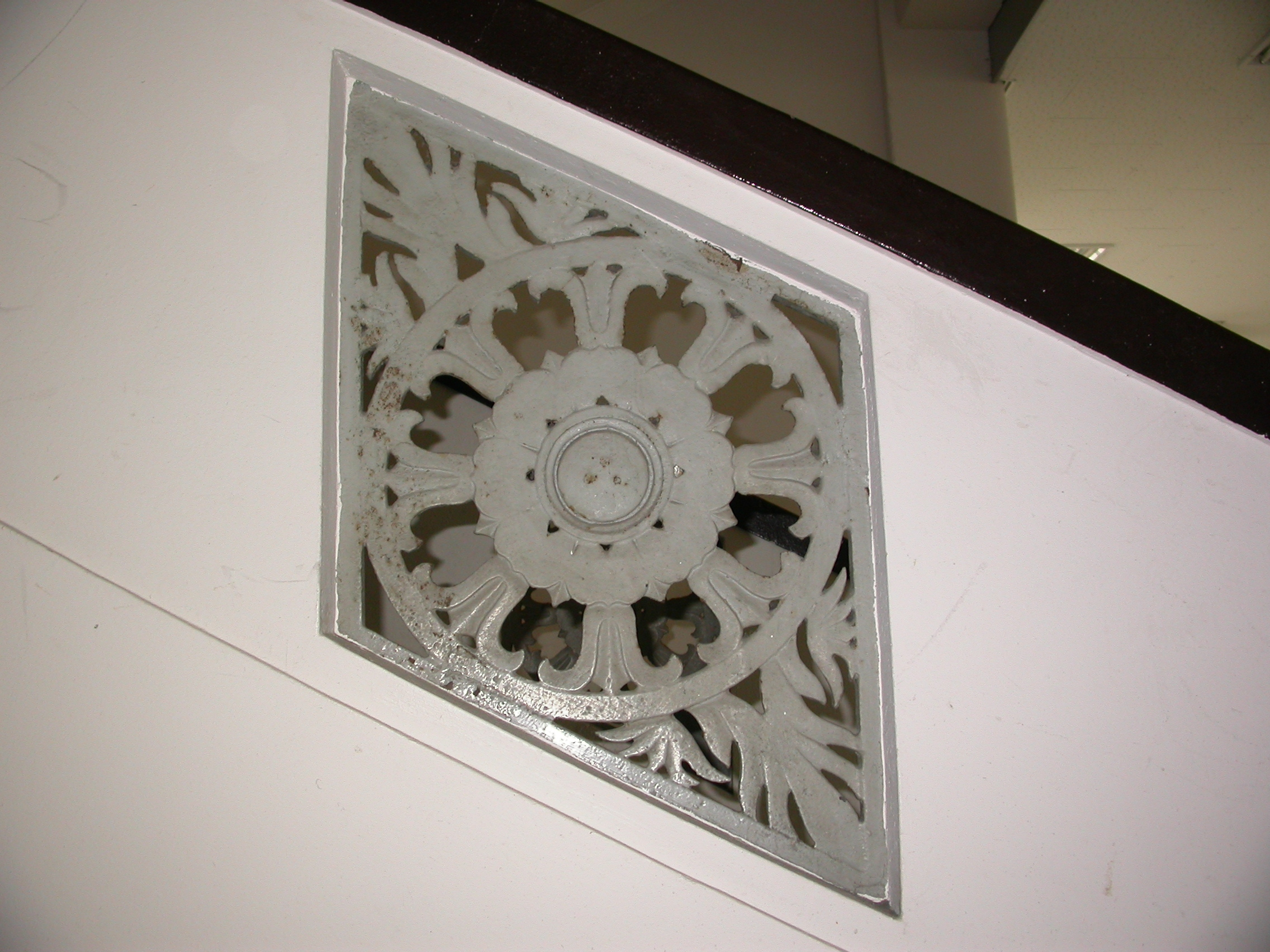
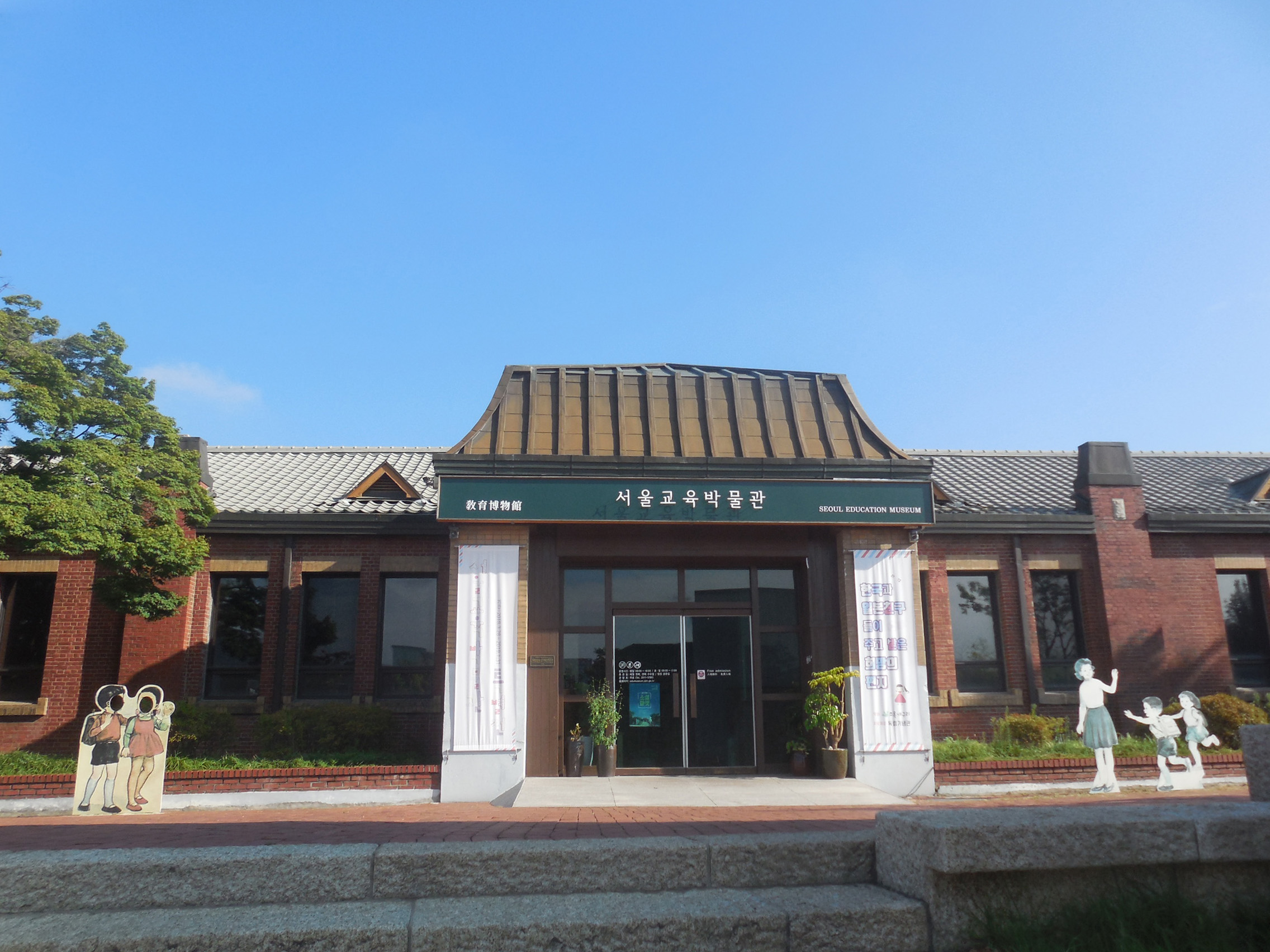

## 같이 보기
- 정독도서관
- 경기고등학교